# Teyateyaneng
Teyateyaneng è un centro abitato del Lesotho, situato nel Distretto di Berea.